# لوس أنجلوس موسم 2018
كان موسم نادي لوس انجلوس 2018 هو الموسم الافتتاحي للنادي، وموسمهم الأول في الدوري الأمريكي لكرة القدم ، وهو المستوى الأعلى في هرم كرة القدم الأمريكية . يلعب نادي لوس أنجلوس لكرة القدم مبارياته على أرضه في ملعب بانك أوف كاليفورنيا في حي إكسبوزيشن بارك في لوس أنجلوس . خارج لعب ملل في بطولة لافيس كأس الولايات المتحدة المفتوحة 2018 ، وتأهل إلى تصفيات كأس ملل 2018 ،
كان هذا هو العام الأول منذ عام 2014 الذي يلعب فيه ناديان كرة القدم من الدرجة الأولى في منطقة لوس أنجلوس الكبرى ، بعد حل نادي شيفاز يو اس اي في الولايات

## روابط خارجية
- الموقع الرسمي لنادي لوس أنجلوس لكرة القدم